# Krk
Krk (/kr̩̂k/ kerk: en dialecto chakavo: Khark; en italiano: Veglia; en veneto: Vegia; en dalmático: Vicla; en griego antiguo: Kyrikon, Κύρικον; en latín: Curicta) es una isla de Croacia, localizada al norte del mar Adriático, frente a  Rijeka, en el golfo de Carnaro y forma parte del condado de Primorje-Gorski Kotar.

## Geografía

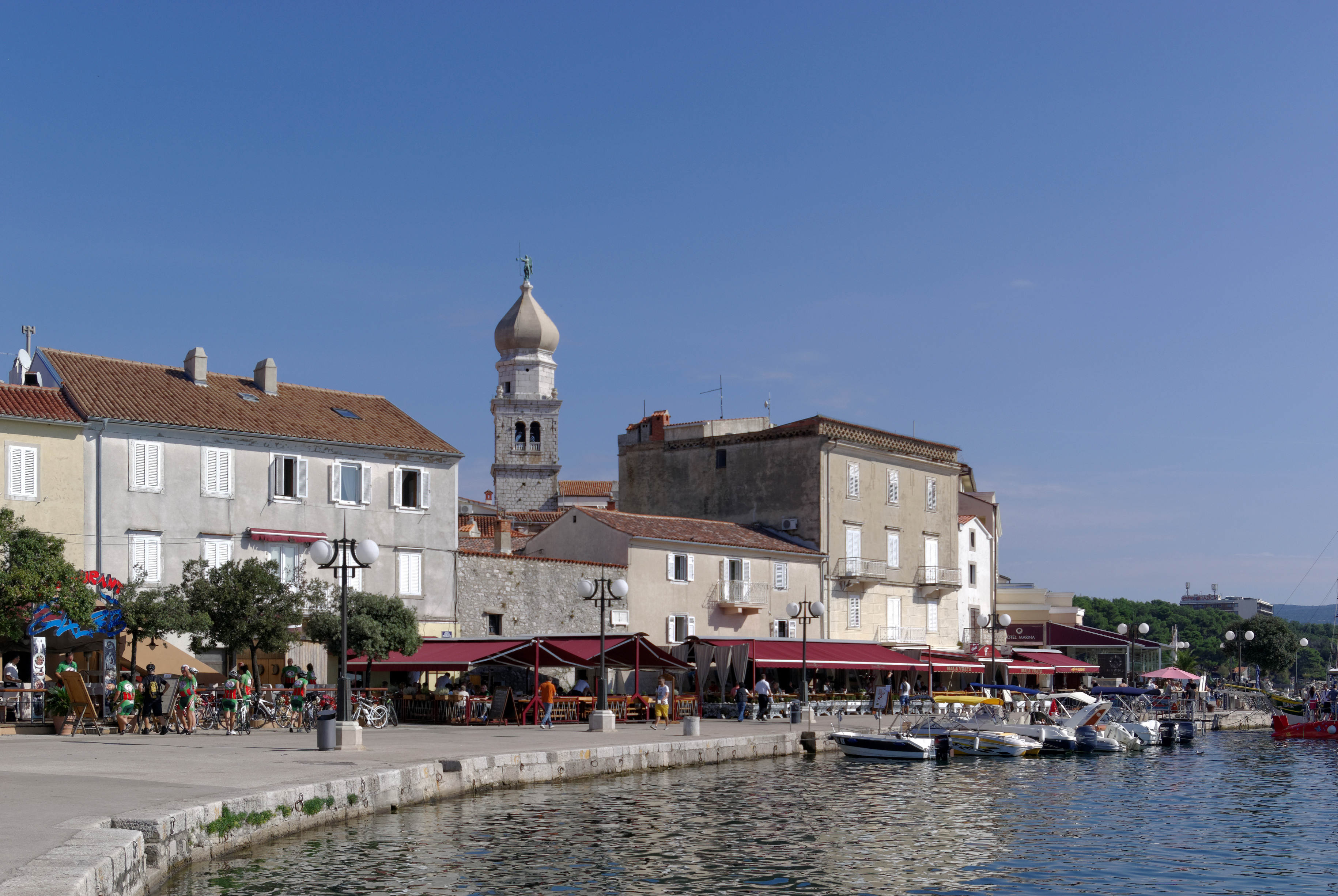
Ciudad de Krk

Krk, junto con Cres que tiene la misma extensión, es la isla más grande del Adriático, con una superficie de 405,78 km², y la más populosa, con numerosas villas y pueblos que suman los 17 860 habitantes (2001). A pesar de que recientes investigaciones establecen a Cres como la isla más grande de Croacia, datos oficiales muestran que ambas tienen el mismo tamaño.
Las municipalidades y poblaciones más importantes incluyen:
- La ciudad epónima de Krk.
- Omišalj.
- La localidad de Malinska, en el municipio de Malinska-Dubašnica.
- Punat.
- Dobrinj.
- Baška.
- Vrbnik.

## Historia
La isla de Krk ha sido habitada desde el siglo X a. C. Los romanos llamaron Curicta a la isla. Durante la segunda Guerra Civil Romana, la bahía de Curicta fue escenario del combate marítimo entre las flotas de Julio César y Pompeyo.
Unos mil años después, la isla era el núcleo del dialecto vegliota del idioma dalmático, una lengua romance actualmente extinta. Fue también sede de obispos medievales y de la casa nobiliaria de los Francopanos.

## Economía e infraestructura
Krk se encuentra muy cerca del continente y está conectada desde 1980 a través de un puente de concreto de dos arcos y de 1430 metros de largo, siendo uno de los puentes de hormigón más largos del mundo. Debido a su proximidad con Rijeka, Omišalj es sede del aeropuerto de dicha ciudad, así como de una refinería de petróleo. En la pequeña isla de Košljun hay monasterio, cerca de la costa de Krk.
Es un destino turístico popular por su cercanía con Eslovenia, el sur de Alemania, Austria y el norte de Italia. El colapso del Bloque Oriental trajo a muchos turistas de Hungría, Rumania y otros países del antiguo bloque soviético.

## Cultura y religión
En la isla hay vestigios de la cultura croata antigua. Se han creado obras literarias con el alfabeto glagolítico que fue creado y preservado en Krk (se destaca la Tablilla de Baška, el texto preservado más antiguo en idioma croata).
Krk se unió a la República de Venecia durante la Edad Media, estando unida hasta su disolución con el Tratado de Campo Formio, cuando, junto con Istria, se convirtió en parte de Imperio Austrohúngaro hasta la Primera Guerra Mundial. De ese periodo viene mucha parte de su historia y cultura. Después de la Segunda Guerra Mundial se convirtió en parte de Yugoslavia y, tras la separación de las repúblicas yugoslavas, pasó a formar parte de Croacia.

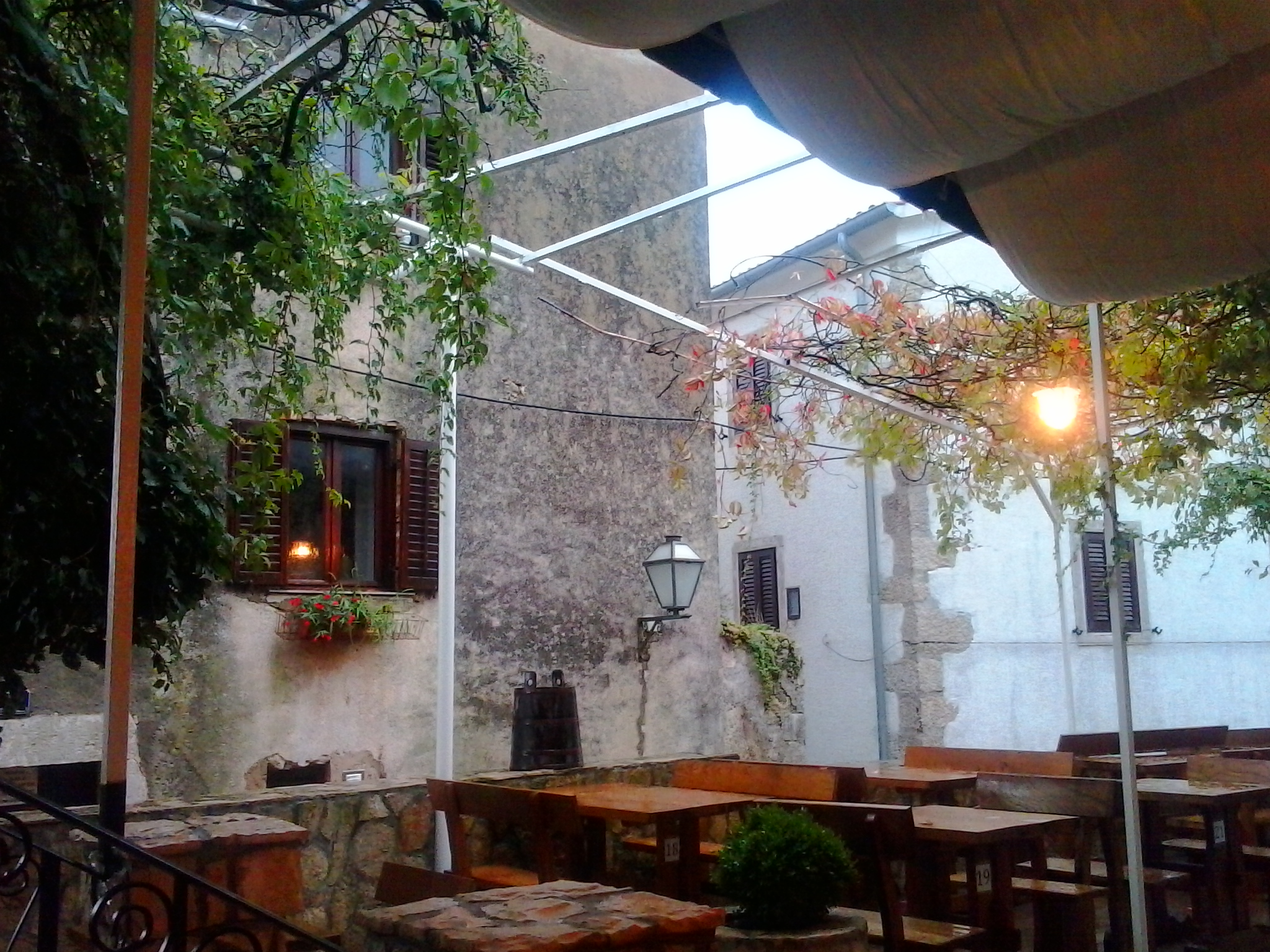

## Otros
La isla ficticia de «Everon» en el videojuego Operation Flashpoint: Cold War Crisis se inspira en la isla de Krk.